# Rudolph Maria Breithaupt
Rudolph Maria Breithaupt (Braunschweig, 11 d'agost de 1873 - Ballenstedt, 2 d'abril de 1945) fou un pianista i musicòleg. Estudià dret, psicologia, filologia i música en les universitats de Jena, Leipzig i Berlín i en el conservatori de la segona ciutat citada. Col·laborador assidu de Redenden Künste, Neue Zeitschrift für Musik, i altres revistes d'art, va residir a Berlín sent un dels més distingits crítics musicals i professors de piano de la capital alemanya, tenint entre altres alumnes l'estatunidenc Hinderer. Va escriure:
- Die natürliche Klaviertechnik (1904), la segona part de la qual es publicà a part amb el títol de Grundlage Jer Klaviertechnik (1904);
- Musikalische Zeit und Streitfragen (1906); també va compondre algunes cançons.[1]